# Ashton-under-Lyne

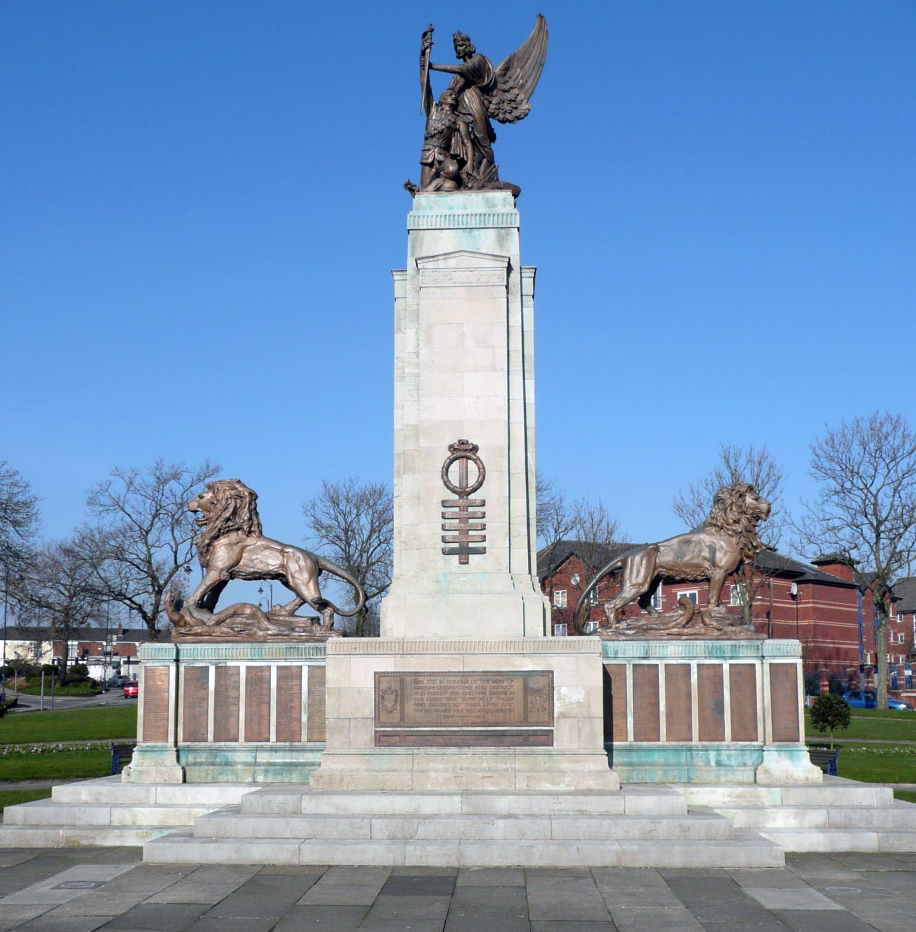
Oorlogsmonument

Ashton-under-Lyne is een plaats in het bestuurlijke gebied Tameside, in het Engelse graafschap Greater Manchester. De plaats telt 43.236 inwoners.
Onofficieel spreekt men vaak van Ashton. Het is voorts gelegen in het historische gebied van Lancashire.
Ashton-under-Lyne is de hoofdplaats van het district Tameside. Ashton-under-Lyne is tamelijk uniek omdat de plaats twee wereldkampioenen in het voetbal heeft voortgebracht, namelijk Geoff Hurst die in 1966 de wereldtitel met Engeland veroverde en Simone Perrotta die met Italië de sterkste was in 2006 tijdens het WK in Duitsland. Ook Margaret Beckett, voormalig minister van buitenlandse zaken, is in Ashton geboren.

## Geboren in Ashton-under-Lyne
- Margaret Beckett (15 januari 1943), politica
- Peter Hebblethwaite (1940-1994), theoloog, journalist en publicist
- Geoff Hurst (8 december 1941), voetballer
- Simone Perrotta (17 september 1977), Italiaans voetballer
- Mark Robins (22 december 1969), voetballer
- Alan Wright (28 september 1971), voetballer